# (7928) Bijaoui
Pour les articles homonymes, voir Bijaoui.
(7928) Bijaoui est un astéroïde de la ceinture principale.

## Description
(7928) Bijaoui est un astéroïde de la ceinture principale. Il fut découvert le 27 novembre 1986 à Caussols par le CERGA. Il présente une orbite caractérisée par un demi-grand axe de 3,09 UA, une excentricité de 0,18 et une inclinaison de 12,1° par rapport à l'écliptique.

## Compléments